# Villejuif
Villejuif település Franciaországban, Val-de-Marne megyében. Lakosainak száma 58 142 fő (2022. január 1.). Villejuif Ivry-sur-Seine, L’Haÿ-les-Roses, Arcueil, Cachan, Le Kremlin-Bicêtre és Vitry-sur-Seine községekkel határos.

## Népesség
A település népessége az elmúlt években az alábbi módon változott:
| Lakosok száma | 1362 | 1652 | 1813 | 2678 | 6600 | 27 540 | 55 606 | 50 571 | 54 753 | 58 142 |
|               | 1793 | 1836 | 1861 | 1881 | 1906 | 1936   | 1975   | 2006   | 2017   | 2022   |

## Oktatás
- Institut Sup’Biotech de Paris